# Tsutomu Shimomura
Tsutomu Shimomura, född 23 oktober 1964 i Nagoya, Japan, är en amerikansk vetenskapsman av japanskt ursprung och expert på IT-säkerhet. Han är känd för att han tillsammans med journalisten John Markoff spårade hackaren Kevin Mitnick år 1995. Shimomura skrev tillsammans med Markoff boken Takedown, som 2000 filmatiserades. I filmen Takedown spelas Shimomura själv av Russell Wong.
Shimomura var grundare av halvledarföretaget Neofocal Systems och var VD och CTO fram till 2016.

## Biografi
Shimomura är son till Osamu Shimomura, nobelpristagare i kemi 2008. Han växte upp i Princeton, New Jersey och gick på Princeton High School.
På Caltech studerade han under nobelpristagaren Richard Feynman. Han fortsatte därefter att arbeta på Los Alamos National Laboratory, där han fortsatte sin praktiska utbildning i tjänsten som stabsfysiker med Brosl Hasslacher och andra med bland annat automatiska gitter för till exempel illustration av gasflöden.
År 1989 blev han forskare i beräkningsfysik vid University of California, San Diego, och senior fellow vid San Diego Supercomputer Center. Shimomura blev också en känd datasäkerhetsexpert som arbetade för National Security Agency. År 1992 vittnade han inför USA:s kongress om frågor om integritet och säkerhet (eller brist på sådan) på mobiltelefoner.
Shimomura är mest känd för händelser 1995, när han hjälpte till med att spåra datahackern Kevin Mitnick. Det året fick han också busringningar som populariserade frasen "My kung fu is stronger than yours", vilket likställs det med hacking. Shimomura och journalisten John Markoff skrev en bok, Takedown, om jakten, och boken anpassades senare till en film med ett liknande namn, Track Down. Shimomura själv medverkade i en kort sekvens i filmen.

## Kritik
Kevin Mitnick och andra har tagit upp juridiska och etiska frågor om Shimomuras inblandning i hans fall. Den kaliforniske författare Jonathan Littman skrev 1996 en bok om fallet som kallas The Fugitive Game: On-line with Kevin Mitnick, där han lade fram Mitnicks sida av berättelsen, som var en mycket olik version från händelserna, som var skriftligt dokumenterade i Shimomuras och Markoffs Takedown. I sin bok, beskyllde Littman Markoff för journalistisk oriktighet och ifrågasatte lagenligheten av Shimomuras medverkan i materialet, samt hävdade att många delar av Takedown fabricerades för dess författares självändamål. Mitnicks självbiografi, Ghost in the Wires, fördjupar ytterligare åsikten att Shimomuras inblandning i fallet var både oetisk och olaglig.